# Ahvahski jezik
Ahvahski jezik (axvax, ashvado, ’aqwalazul, ghahvalal; akhvakh; ISO 639-3: akv), jezik iz jugozapadnog Dagestana, Rusija, kojom govori 6 500 ljudi (2006 Koryakov), pripadnika etničke grupe Ahvaha.
Ahvahski pripada andijskoj podskupini avarsko-andijskih jezika, avarsko-andodidojske porodice jezika. Govori se više dijalekata: kaxib, sjevernoakvahski i južnoahvahski (tlyanub, tsegob). Avarski se jezik koristi kao literalni.

## Vanjske poveznice
- Ethnologue (14th)
- Ethnologue (15th)